# Iglesia nacional de Islandia
La Iglesia Nacional de Islandia (en islandés Þjóðkirkjan), formalmente llamada Iglesia Evangélica Luterana de Islandia (en inglés: The Evangelical Lutheran Church of Iceland), es la iglesia oficial del Estado en Islandia. Al igual que las iglesias establecidas en los demás países nórdicos, la Iglesia Nacional de Islandia profesa el cristianismo de tipo luterano y es de carácter nacional. Su cabeza es el obispo de Islandia, actualmente Agnes M. Sigurðardóttir, la primera mujer obispa en la historia de Islandia.

## Historia
En un principio en Islandia se profesaba la religión pagana nórdica. La cristianización de la isla se dio en el año 1000. A mediados del siglo XVI, Cristián III de Dinamarca comenzó a imponer el luteranismo a todos sus súbditos. El último obispo católico en Islandia (antes de 1968), Jón Arason, fue decapitado en 1550 junto con dos de sus hijos. Posteriormente, el país se convirtió totalmente al luteranismo, el cual ha permanecido desde entonces como religión dominante.

## Introducción al Luteranismo
Un conflicto social surgido a la primera mitad del siglo XVI tuvo su origen en la religión, y más concretamente en la imposición de la Reforma Luterana que el rey danés instauró en todos sus territorios y en la subsiguiente desamortización de todos los bienes de la Iglesia católica.
Con un bagaje de medio milenio largo en la observancia del catolicismo, Islandia se opuso abiertamente a aceptar el nuevo modelo de fe, máxime cuando el propio obispado local, encabezado por su prelado Jón Arason, decidió convertir el conflicto religioso en un motivo contundente para reafirmar la perdida independencia nacional.
Como materialización de sus deseos, los islandeses ya habían editado en 1540 un ejemplar del Nuevo Testamento que a la postre se convertiría en el libro más antiguo impreso en la isla (la Iglesia católica prohibía la lectura de la Biblia en las lenguas de los países, solo permitiendo el uso del latín).
Pero sus empeños resultaron baldíos, pues Dinamarca no podía consentir una escisión de sus territorios, y como medida preventiva ante la eventualidad de que Islandia se alzase en una rebelión absoluta, el obispo Jón Arason y sus dos hijos (teóricamente debería ser un obispo casto pero el celibato era una característica que aún no tenía el clero católico islandés), fueron asesinados vilmente tras la resolución definitiva que en 1550 señalaba el luteranismo como la religión oficial danesa.

## Organización
Hay cerca de 300 parroquias luteranas en todo el país. Cada parroquia es una unidad independiente financieramente, responsable de la construcción y el mantenimiento de la iglesia, de sus edificios y todo el trabajo de la congregación. Además de los servicios de adoración, el trabajo parroquial abarca gran variedad de actividades educativas y diaconal, los niños y el trabajo con jóvenes. En las zonas rurales con frecuencia varias parroquias son atendidas por el mismo sacerdote.
Hay alrededor de 150 sacerdotes y 27 diáconos ordenados. Catorce sacerdotes trabajan en los ministerios especializados de los hospitales y otras instituciones. En la Iglesia de Islandia también hay sacerdotes que sirven congregaciones de la Iglesia de Islandia en el extranjero.
La facultad de Teología de la Universidad de Islandia, fundada en 1911, se encarga de la formación sacerdotal del clero (sacerdotes y diáconos). Muchos teólogos han de ir al extranjero para futuros estudios en los seminarios y universidades a ambos lados del Atlántico.
La iglesia permite la ordenación de mujeres y la bendición de uniones del mismo sexo diferenciadas al matrimonio.
Es miembro de la Federación Luterana Mundial.